# Gage Golightly
Gage Golightly (* 5. September 1993) ist eine US-amerikanische Schauspielerin.

## Karriere
Golightly war der Star des Sci-Fi Mini-Serie 5ive Days to Midnight und der TNT-Serie Heartland. Sie hatte Gastauftritte in Brothers & Sisters und Hotel Zack & Cody. Außerdem spielte sie in den Filmen The Long Shot, Carol und die Weihnachtsgeister und Don’t Ask mit. Am besten bekannt ist sie für die Rolle der Hayley Steele in der Nickelodeon-Serie Troop – Die Monsterjäger, in der sie von 2009 bis 2011 zu sehen war. Von September 2011 bis März 2012 war sie ebenfalls in sieben Episoden der The-CW-Serie Ringer zu sehen.
In der zweiten und dritten Staffel von Teen Wolf spielte sie die Rolle der Erica Reyes. Im Februar 2013 erhielt sie die Hauptrolle der Krista im The-CW-Pilotfilm Company Town, der allerdings nicht vom Sender ins Herbstprogramm aufgenommen wurde.

## Filmografie (Auswahl)
- 2002: Speakeasy
- 2003: The Vest
- 2003: Carol und die Weihnachtsgeister (A Carol Christmas)
- 2004: Sudbury
- 2004: 5ive Days to Midnight (Fernsehserie, 5 Episoden)
- 2004: The Long Shot
- 2005: Don’t Ask
- 2006: Brothers & Sisters (Fernsehserie, Ungesendeter Pilotfilm)
- 2006: Hotel Zack & Cody (The Suite Life of Zack & Cody, Fernsehserie, Episode 2x22)
- 2007: Heartland (Fernsehserie, 9 Episoden)
- 2009–2011: Troop – Die Monsterjäger (The Troop, Fernsehserie, 29 Episoden)
- 2010: True Jackson (True Jackson, VP, Fernsehserie, 2 Episoden)
- 2011: Big Time Rush (Fernsehserie, 2 Episoden)
- 2011–2012: Ringer (Fernsehserie, 7 Episoden)
- 2012–2013: Teen Wolf (Fernsehserie, 11 Episoden)
- 2014–2017: Red Oaks (Fernsehserie, 14 Episoden)
- 2015: ExitUs – Play It Backwards (Exeter)
- 2016: Cabin Fever: The New Outbreak (Cabin Fever)
- 2017: Ten Days in the Valley (Fernsehserie, 3 Episoden)
- 2017: Law & Order: Special Victims Unit (Fernsehserie, Episode 19x08)
- 2018: Step Sisters
- 2019: The Last Summer
- 2019: iZombie (Fernsehserie, 3 Episoden)
- 2020: 68 Whiskey (Fernsehserie)